# Jena Malone
Jena Malone (Sparks, Nevada, 21 de noviembre de 1984) es una actriz, músico y fotógrafa estadounidense, conocida por personificar a Gretchen Ross en Donnie Darko, Ruby en The Neon Demon, Rocket en Sucker Punch y Johanna Mason en la franquicia cinematográfica Los juegos del hambre. Malone es también la cantante del proyecto musical The Shoe.

## Primeros años
Hasta los nueve años, se estableció en más de veintisiete ciudades de Estados Unidos, incluida Lake Tahoe, y a los diez años se trasladó a Las Vegas. Acabó por aborrecer aquel lugar y persuadió a su madre para que se mudasen a la ciudad californiana de Los Ángeles, donde finalmente se establecieron. 
Pronto comenzó su carrera como modelo publicitaria, impulsada por su madre Debbie, quien es actriz. Compaginaba sus trabajos como modelo y sus clases de actuación en la escuela Professional Children's School de Manhattan.

## Carrera

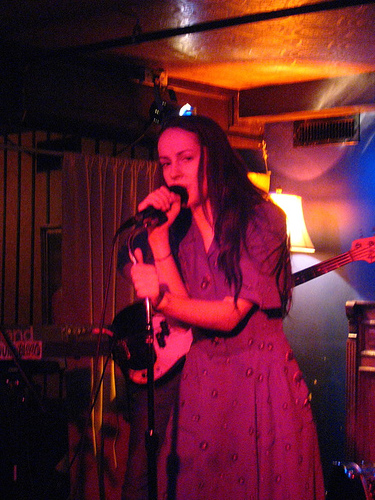
Jena Malone en el Union Hall.

Su primer papel cinematográfico fue en Bastard out of Caroline (1996), película dirigida por Anjelica Huston. Aunque anteriormente ya había participado con pequeños papeles en series televisivas como Touched by an Angel o Chicago Hope. 
En 1997 intervino en Contact, película de Robert Zemeckis; ese mismo año apareció en la película para televisión Hope, papel que le proporcionó una nominación a los Premios Globo de oro. 
En 1998 apareció en Stepmom de Chris Columbus y en 1999 actuó en For Love of the Game de Sam Raimi y en The Book of Stars.
Según Malone, su madre malgastaba los beneficios que ella ganaba con sus trabajos cinematográficos, y tras ganar un pleito en enero de 2000, se emancipó legalmente de su madre quien hasta entonces gestionaba su carrera.
En 2001 actuó en la película Donnie Darko, de Richard Kelly, y en Life as a House, película dirigida por Irwin Winkler.
En 2002 participó como coproductora de American Girl, una película de comedia adolescente, donde también actuó interpretando a Rena Grubb. Ese mismo año interpreta a Margie Flynn, en The Dangerous lives of altar boys, filme independiente producido por Jodie Foster.
En 2005 consiguió un papel importante en Orgullo y prejuicio, interpretando a la pequeña y alegre Lydia Bennet.
En 2010 apareció en el videoclip del tema «Childhood» de Michael Jackson.
Desde 2013 hasta 2015 Malone interpretó a Johanna Mason en la franquicia cinematográfica Los juegos del hambre, basada en la trilogía del mismo nombre de la escritora estadounidense Suzanne Collins.
En 2014 protagonizó el videoclip del tema «Harlem River» del músico estadounidense Kevin Morby.

## Vida personal
A la edad de 19 años, Malone compró una casa en el lago Tahoe, Nevada, donde vive desde 2012.
El 20 de enero de 2016, Malone anunció que espera un hijo con su novio, Ethan DeLorenzo. A finales del mes de mayo de 2016, dio a luz a su hijo Ode Mountain DeLorenzo Malone. El 30 de agosto de 2016, la pareja anunció su compromiso. Para febrero de 2019, Malone y De Lorenzo había dado por terminada su relación. 
Desde agosto de 2019, Jena está en pareja con el cantante Alex Ebert, líder de la banda Edward Sharpe and the Magnetic Zeros.
En agosto de 2022, Malone se declaró ser pansexual públicamente.

## Filmografía
| Año  | Título                                 | Rol                         |
| ---- | -------------------------------------- | --------------------------- |
| 1996 | Bastard out of Carolina                | Ruth Anne «Bone» Boatwright |
| 1997 | Contact                                | Ellie Arroway (joven)       |
| 1998 | Quédate a mi lado                      | Anna Harrison               |
| 1999 | The Book of Stars                      | Mary                        |
| 1999 | For Love of the Game                   | Heather Aubrey              |
| 2000 | Cheaters                               | Jolie Fitch                 |
| 2001 | Life as a House                        | Alyssa Beck                 |
| 2001 | Donnie Darko                           | Gretchen Ross               |
| 2002 | American Girl                          | Rena Grubb                  |
| 2002 | The Badge                              | Ashley Hardwick             |
| 2002 | The Dangerous Lives of Altar Boys      | Margie Flynn                |
| 2003 | Cold Mountain                          | Chica del ferry             |
| 2003 | The United States of Leland            | Becky Pollard               |
| 2004 | Corn                                   | Emily Rasmussen             |
| 2004 | El castillo ambulante                  | Lettie (voz de doblaje)     |
| 2004 | ¡Salvados!                             | Mary Cummings               |
| 2005 | Orgullo y prejuicio                    | Lydia Bennet                |
| 2005 | The Ballad of Jack and Rose            | Red Berry                   |
| 2006 | Lying                                  | Grace                       |
| 2006 | Container                              | Mujer / Narradora (voz)     |
| 2007 | Four Last Songs                        | Frankie                     |
| 2007 | Into the Wild                          | Carine McCandless           |
| 2007 | The Go-Getter                          | Joely                       |
| 2008 | Las ruinas                             | Amy                         |
| 2009 | The Messenger                          | Kelly                       |
| 2009 | El solista                             | Cheery Lab Tech             |
| 2011 | Sucker Punch                           | Rocket                      |
| 2012 | In Our Nature                          | Andie                       |
| 2012 | For Ellen                              | Susan                       |
| 2013 | Los juegos del hambre: en llamas       | Johanna Mason               |
| 2013 | The Wait                               | Angela                      |
| 2014 | 10 Cent Pistol                         | Danneel                     |
| 2014 | Time Out of Mind                       | Maggie Hammond              |
| 2014 | The Hunger Games: Mockingjay – Part 1  | Johanna Mason               |
| 2014 | Inherent Vice                          | Hope Harlingen              |
| 2015 | The Hunger Games: Mockingjay – Part 2  | Johanna Mason               |
| 2016 | Animales nocturnos                     | Sage Ross                   |
| 2016 | Batman v Superman: Dawn of Justice     | Jenet Klyburn               |
| 2016 | Lovesong                               | Mindy                       |
| 2016 | The Neon Demon                         | Ruby                        |
| 2017 | The Bottom of the World                | Scarlett                    |
| 2018 | The Public                             | Myra                        |
| 2020 | Lorelei                                | Dolores                     |
| 2020 | Antebellum                             | Elizabeth Denton            |
| 2020 | Stardust                               | Angela Bowie                |
| 2022 | Swallowed                              | Alice                       |
| 2023 | Consecration                           | Grace Fario                 |
| 2023 | Rebel Moon: Part One – A Child of Fire | Harmada                     |
| 2024 | Little Death                           | Jessica                     |
| 2024 | Love Lies Bleeding                     | Bethany «Beth» Langston     |
| 2024 | Horizon: An American Saga              | Ellen Harvey / Lucy         |

### Televisión
| Año  | Título                     | Papel             | Notas                          |
| ---- | -------------------------- | ----------------- | ------------------------------ |
| 2001 | The Ballad of Lucy Whipple | Lucy Whipple      | Película para televisión       |
| 2003 | Hitler: The Rise of Evil   | Geli Raubal       | 2 episodios (miniserie)        |
| 2008 | Law & Order                | Michelle Landon   | Episodio: «Lost Boys»          |
| 2012 | Hatfields & McCoys         | Nancy McCoy       | Elenco principal (miniserie)   |
| 2019 | Too Old to Die Young       | Diana             | 6 episodios (recurrente)       |
| 2021 | Goliath                    | Samantha Margolis | Elenco principal (temporada 4) |